# WASP-4
WASP-4 – gwiazda typu widmowego G (żółty karzeł) położona w gwiazdozbiorze Feniksa, odległa o około 1000 lat świetlnych od Ziemi. Posiada jedną znaną planetę – WASP-4 b.

## Układ planetarny
W roku 2007 odkryto krążącą wokół WASP-4 planetę WASP-4 b. Odkrycia dokonano metodą tranzytu w ramach programu SuperWASP.